# Gare de Kinkempois
La gare de Kinkempois est une gare de triage / formation située dans le quartier de Kinkempois à Angleur, section de la ville de Liège.

## Situation ferroviaire
Au nord de la gare se trouve l'échangeur ferroviaire du même nom, qui permet de rejoindre la gare des Guillemins et Bruxelles à l'ouest (lignes 2,34,36), la gare de Bressoux et les Pays-Bas au nord (ligne 40) et la gare d'Angleur, les vallées de l'Ourthe et de la Vesdre ainsi que l'Allemagne via le tunnel de Soumagne à l'est (lignes 3,37,43). A l'autre extrémité de la gare, à l'ouest, une voie rejoint la ligne de Bruxelles au niveau de Bierset en passant par Jemeppe et Grâce-Hollogne (ligne 36A) tandis qu'une seconde voie se dirige vers Seraing, Huy et Namur, dans la vallée de la Meuse (lignes 125A, 125).

## Histoire

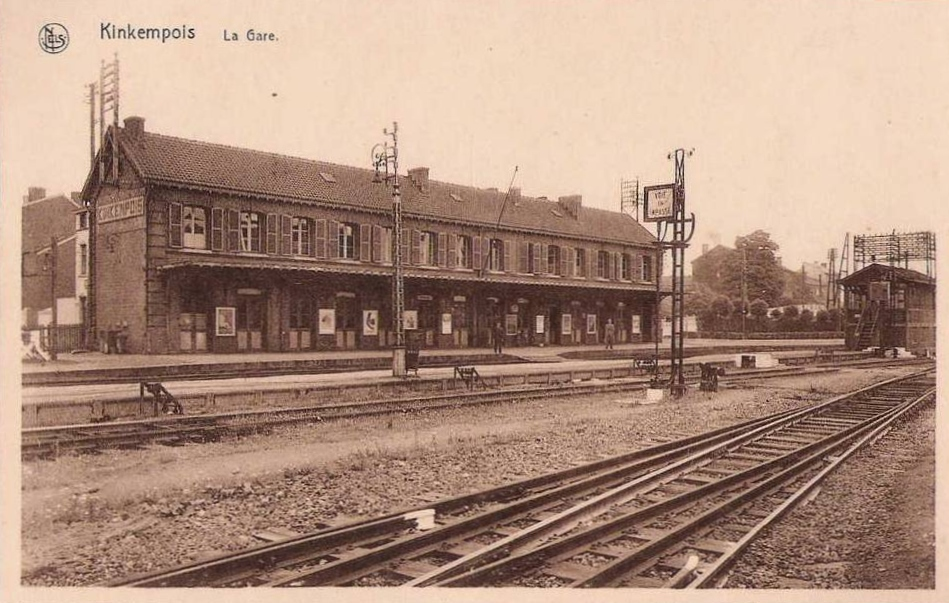
Le bâtiment voyageurs de 1883.

La ligne de Liège-Longdoz à Flémalle avec embranchements vers Angleur et Liège-Guillemins est mis en service par la Société des chemins de fer de Namur à Liège et de Mons à Manage avec leurs extensions le 20 juin 1851. Cette compagnie remet son réseau à bail aux Chemins de fer du Nord en 1855, donnant naissance à la Compagnie du Nord - Belge.
Le premier bâtiment de la gare est construit en 1883. Il est ensuite démoli en 1959-60 et remplacé par un autre bâtiment lui-même démoli à la fin des années 2000. Le service voyageurs cesse le 3 juin 1984.
En avril 2018, la SNCB y inaugure un nouvel atelier de plus de 17 000 m2 conçu pour répondre à l'augmentation du nombre de trains en circulation et pour entretenir plus rapidement les longs trains, notamment les voitures M7, à deux étages. L'atelier accueille également les locomotives électriques ou diesel de la SNCB, d'infrabel et de sociétés externes.